# Euphranta ortalidina
Euphranta ortalidina är en tvåvingeart som först beskrevs av Josef Aloizievitsch Portschinsky 1891.  Euphranta ortalidina ingår i släktet Euphranta och familjen borrflugor. Inga underarter finns listade i Catalogue of Life.